# Сомнология

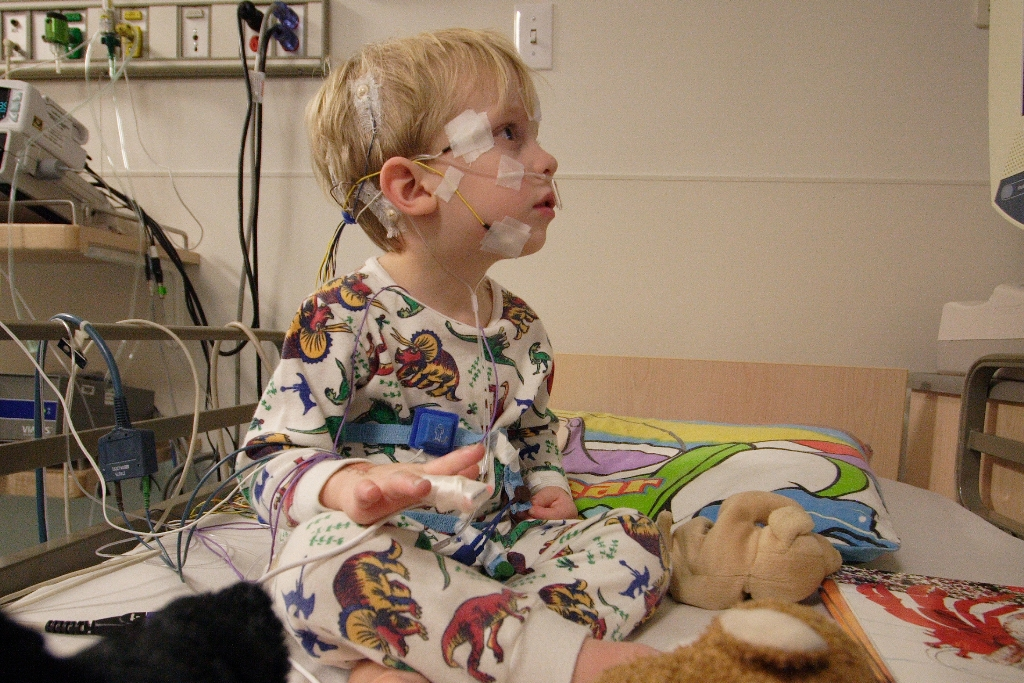
Пациент сомнологии

Сомноло́гия (от лат. somnus — сон и греч. λόγος — учение) — раздел медицины и нейробиологии, посвящённый исследованиям сна, расстройств сна, их лечению и влиянию на здоровье человека. Основным методом диагностики является полисомнография.
Сомнология особенно активно развивается последние три десятилетия. На настоящий момент предметом её изучения является порядка 90 различных нарушений сна. Предметом изучения сомнологов являются различные виды бессонницы, нарушения режима сна и бодрствования при смене часовых поясов, расстройства сна у сменных рабочих, расстройства сна при стрессе, депрессии; нарколепсия, гиперсомния, нарушение дыхания во время сна (храп, обструктивное нарушение дыхания, апноэ), бруксизм, ночные кошмары и ужасы, непроизвольные движения во сне, сомнамбулизм, энурез, нарушения цикла сна и бодрствования у больных шизофренией, нарушения сна при приёме психоактивных веществ; особенности сна в различных возрастных группах, влияние на сон циркадных ритмов, гигиена сна и т. д.

## История
Основоположником сомнологии считается Натаниэль Клейтман. В 1925 году в Чикагском университете он основал первую в мире сомнологическую лабораторию и начал изучать происходящие в организме процессы во время сна. В 1950 году он совместно с учеником Юджином Азеринским, изучая движения глаз во время сна, впервые описал наличие двух функционально различных фаз: REM-сон — период быстрого движения глаз во сне и NREM — глубокий сон, а также наличие циркадных ритмов или периодов сна. 
В 1968 году A. Ричфен и A. Калес впервые провели ночную множественную регистрацию биологических сигналов — полисомнографию.
В 19-20 века исследования носили эмпирический характер и включали в себя эксперименты, использование специальный устройств и приспособлений для анализа показателей. Электромиограмма, записывалась одновременно с ЭЭГ для выявления фазы быстрого сна. Все показания записывались на бумагу аппаратом ЭЭГ и анализировались вручную доктором. Наблюдениями делились с медицинским сообществом, чтобы знания о методике определения сна передавались другим специалистам.
Позже данные полисомнографии стали обрабатываться на компьютере, но врачу ещё приходилось просматривать запись сна пациента самостоятельно и выделять фазы сна.
В 21 веке фазы сна определяются автоматически компьютером. 

### В России
В РФ на базе кафедры нервных болезней Факультета послевузовского профессионального образования Московской медицинской академии им. И.М. Сеченова был создан Сомнологический Центр Министерства здравоохранения Российской Федерации (Приказ Минздрава РФ от 02.12.1997 г. № 353 «О создании сомнологического центра Минздрава России»). Но на данный момент такая специальность, как врач-сомнолог отсутствует. А лабораторий, которые осуществляют диагностику и лечение расстройств сна, недостаточно.